# Helgeandsholmen
Helgeandsholmen (az összevont svéd „Den helige Andes holme” szavakból jött létre, jelentése: „A Szentlélek szigete”) Stockholm központjában fekvő kis sziget. A Riddarholmen és Stadsholmen szigetekkel együtt az óvárost, a Gamla stan-t alkotja. Ezen a szigeten egyetlen épület található, a Riksdag (parlament) épülete.